# Kazanka (Mikolaiv)
Kazanka (en ucraniano: Казанка) es un pueblo ucraniano perteneciente al óblast de Mikolaiv. Situado en el sur del país, forma parte del raión de Bashtanka y es centro del municipio (hromada) homónimo.

## Toponimia
El nombre del asentamiento en ruso también es Kazanka (en ruso: Казанка).

## Geografía
Kazanka se encuentra a orillas del río Visun, un afluente del río Inhulets.  

## Historia
El lugar fue fundado en 1800 por campesinos de la gobernación de Kursk, el nombre fue elegido en honor a Nuestra Señora de Kazán. El lugar estaba en la gobernación de Jersón cuando se fundó y luego llegó al actual óblast de Mikolaiv.  
En 1923, el raión de Kazanka del ókrug de Krivói Rig, con el centro administrativo en Kazanka, se estableció como parte de la gobernación de Yekaterinoslav. En 1925, se abolieron las gobernaciones y los okrugs quedaron directamente subordinadas a la RSS de Ucrania. En 1930, se abolieron las okrugs y el 27 de febrero de 1932 se estableció el óblast de Dnipropetrovsk y el raión de Kazanka se incluyó en el óblast de Dnipropetrovsk. El 22 de septiembre de 1937, óblast de Mikolaiv se estableció en tierras que anteriormente pertenecían a Dnipropetrovsk y óblast de Odesa, y raión de Kazanka pasó a formar parte del recién creado óblast de Mikolaiv. 
Durante la Segunda Guerra Mundial, las tropas alemanas que avanzaban ocuparon el pueblo el 14 de agosto de 1941; Kazanka fue liberado por las tropas del 3er Frente Ucraniano el 9 de marzo de 1944.
En 1967, a Kazanka se le otorgó el estatus de asentamiento de tipo urbano.
El 13 de abril de 2015, unos desconocidos demolieron un monumento a Lenin en el pueblo.
Hasta el 18 de julio de 2020, Kazanka fue el centro administrativo del raión de Kazanka. El raión se abolió en julio de 2020 como parte de la reforma administrativa de Ucrania, que redujo el número de rayones del óblast de Mikolaiv a cuatro. El área del raión de Kazanka se fusionó con el raión de Bashtanka.En 2023, Kazanka perdió el estatus de asentamiento de tipo urbano debido a la eliminación de este estatus administrativo.

## Demografía
La evolución de la población de Kazanka entre 1859 y 2022 fue la siguiente:
| 4487                                                          | 4881 | 9030 | 7252 | 7179 | 6972 | 6523 |
| (Fuente: Cities & Towns of Ukraine y UKRAINE: Größere Städte) |      |      |      |      |      |      |

Según el censo de 2001, la lengua materna de la mayoría de los habitantes, el 92,82%, es el ucraniano; del 6,31% es el ruso.

## Infraestructura

### Transportes
La carretera N-11 que va de Mikolaiv a Dnipró pasa por Novi Bug. Se encuentra a 9 km de la estación de Kazanka, en la línea de trenes Mikolaiv-Dolinska.